# Semiothisa albivia
Semiothisa albivia fue una división taxonómica para una especie de polilla perteneciente a la familia Geometridae, descrita por el entomólogo inglés Louis Beethoven Prout en 1915. El nombre fue borrado del Global Biodiversity Information Facility en noviembre de 2022. En algunas bases de datos es puesta como sinonimia de la especie de Camerún Chiasmia albivia.